# 평산군부인 신씨 (상계군)
평산군부인 평산신씨(平山郡夫人 平山申氏, 1770년 6월 13일 ~ 1801년 3월 17일)는 조선의 왕족으로 은언군의 장남이자 조선 정조의 양자인 상계군의 부인이다. 철종 원범에게는 적(嫡) 백모가 된다. 청나라 신부 주문모에게 세례를 받고 천주교 세례를 받고 교인으로 활동하다가 사사되었다. 본관은 평산이다.
남편 상계군 이담이 홍국영에 의해 원빈 홍씨의 양자가 된 일로 역적으로 몰린 뒤 의문의 죽음을 당하자 홀로 생활하였다. 시아버지 은언군 유배 후 시어머니 상산군부인 송씨와 함께 한성부 종로방 전동(磚洞)에 거주하다가 강완숙 골룸바의 전도로 시어머니 상산군부인 송씨와 함께 천주교에 입교, 영세를 받고 마리아라는 세례명을 얻었다. 이때 시어머니 상산군부인 송씨도 세례명을 마리아라 하여 그를 신마리아, 시어머니 상산군부인 송씨는 송마리아라 부른다.
1801년(순조 1) 3월 천주교 입교자들을 박해할 때, 왕족으로서 사교에 물들었다는 이유로 정순왕후의 명으로 사형당했다. 연희궁 근처에 있다가 다른 곳으로 이장된 그의 묘소 위치는 실전되었다. 철종 즉위 후 복권되었다.

## 생애

### 어린 시절
1770년 6월 13일에 태어났으며, 통덕랑 신오(申王+奧) 또는 신환(申瑍)의 딸이다. 은언군 인의 아들이자 당시 정조의 양자로 지목된 완풍군 이준과 결혼하였으나, 곧 홍국영에 의해 완풍군 이준을 정조의 양자로 들이려는 시도는 비판을 받고 이준은 이담으로 이름이 개명되고, 작위도 완풍군에서 상계군으로 바뀌게 된다.
그녀와 남편 상계군 담 사이에서 자녀가 있었는가 여부는 확인되지 않고 있다. 한편 상계군은 궁녀와의 사이에서 이름 미상의 자녀를 두었으나 일찍 요절하였다. 그는 친정집으로 돌아가지 않고 은언군 일가와 같이 살았고, 은언군 일가를 따라가서 생활하였다.
은언군은 강화도로 유배되었고, 그는 시어머니 상산군부인 송씨와 한성부 종로방 전동(磚洞, 현재의 서울특별시 종로구 수송동 혹은 서울특별시 종로구 송현동의 일부)에 있던 양제궁(良娣宮)으로 옮겨가 거주하였다. 이후 당대의 사람들은 양제궁을 폐궁(廢宮)이라 조롱하였다. 양제궁이 있던 전동 동네에는 홍익만 안토니오 (洪翼萬 Anthony)의 집이 근처에 있었다.
양제궁에서 생활하던 중 양제궁 나인 서경의의 외할머니 조씨 노인의 권고로 천주교를 접하였다.

### 천주교 세례와 입교
남편 상계군의 의문의 죽음을 당한 뒤 시어머니 상산군부인 진천 송씨와 함께 1794년 신부 주문모의 세례를 받고 천주교에 귀의하였다. 1801년 상산군부인 송씨와 함께 청나라 신부 주문모(周文謨)로부터 영세받은 일로 사사되었다. 청나라 신부 주문모로부터 마리아 라는 영세명을 얻기도 하였다. 따라서 시어머니 상산군부인 송씨는 송마리아, 그는 신마리아로 불린다.
송씨와 신씨는 강완숙(姜完淑) 골룸바의 집을 방문하여 미사에 참석하고 강론을 들었다. 이후 강완숙 골룸바, 김연이(金連伊) 율리아나 등이 양제궁을 찾아 강론하였다. 송씨와 신씨는 조선인 천주교회 교리 연구 단체인 명도회에도 참여하였고, 종종 주문모 신부를 초청하여 강론을 들었으며, 양제궁에 딸린 시종과 궁인들도 이때 세례를 받고 천주교에 입교하는 이들이 있었다.
시어머니 상산군부인 송씨는 주문모 신부에게 왕실의 폐궁을 은신처로 제공하였다. 이는 누군가에 의해 왕실에 제보되었는데, 1801년(순조 1) 3월 12일 주문모는 조선인 천주교도들이 체포되어 고문당하는 것을 보고 스스로 의금부에 자수하였다.

### 최후
양제궁의 궁녀, 하인들을 의금부에서 체포하여 투옥, 고문하는 과정에서 양제궁 궁인인 서경의(徐景儀)의 자백으로 상산군부인 송씨와 평산군부인 신씨가 천주교에 입교한 것이 밝혀졌다. 1801년(순조 1) 3월 정순왕후는 천주교에 귀의했다는 이유로 재판과 심문 없이 평산군부인 신씨와 상산군부인 송씨에게 사약을 내릴 것을 명한다.
선조(先祖)께서는 이 죄인들에 대해 처음부터 끝까지 온전한 은혜를 베푸셨는데, 그 권속(眷屬)들이 이번에 부범(負犯)한 것에 이르러서는 크게 풍화(風化)에 관계되니, 단지 그 죄를 죄주어 다른 사람들을 징계함이 마땅하다. 그 집안이 이미 국가의 의친(懿親)에 관계되지만, 먼저 이 무리로부터 법을 적용한 후에야 여항(閭巷)의 필서(匹庶)들이 방헌(邦憲)이 있음을 알고 징계되어 두려워하는 바가 있을 것이니, 경들이 청한 것을 윤종(允從)하지 않을 수 없다.— 정순왕후의 언문 전교

강화부(江華府)에 안치(安置)한 죄인 인의 처 송성(宋姓) 등은 고부(姑婦)가 모두 사학에 빠져서 외인(外人)의 흉추(凶醜)와 왕래하여 서로 만났으며, 방금(邦禁)이 엄중함을 두려워함이 없이 방자하게 그 집안에 숨겨 주었으니, 그 부범(負犯)한 죄를 논하면 하루도 천지 사이에 용납할 수가 없다. 이에 아울러 사사(賜死)한다. 또 주문모의 공사(供辭) 가운데 김건순(金建淳)·강이천(姜彛天)·김여(金鑢)·김이백(金履白) 등 여러 사람들은 서로 모여서 전법(傳法)했다는 말이 있었으니, 아울러 발포(發捕)하도록 하라.— 정순왕후의 지시

그해 3월 16일 사사(賜死)령을 받고 4월 4일 사사되었다. 그리스도교 교리상 자살은 지옥에 가는 죄가 되어 평산군부인 신씨와 시어머니 상산군부인 송씨는 독약을 마시는 것을 거부하자, 의금부의 포졸들 몇 명이서 달려들어 강제로 사약을 부었다.

### 사후
평산군부인 신씨와 시어머니 상산군부인 송씨의 순교에 대해 가톨릭 파리외방전교회 소속 신부로 당시 조선과 청나라 지역을 오고 가던 클라우드 달레(Claude Dallet)는  <한국천주교회사>에서 이들의 순교와 명성이 박해받는 교회에 크나 큰 격려가 되었다고 기록하였다. 신씨의 시신은 한성부 북부 연희방 연희궁좌 근처(현 서울특별시 서대문구 연희동, 2호선 신촌역 2, 3번 출구와 연세대학교 정문 주변)에 있는 남편 상계군 이담의 묘에 합장되었다.
1849년 남편 상계군의 이복 서제였던 이광의 서자 원범(元範)이 철종으로 즉위하자 복권되었다. 그러나 철종 즉위 직후, 그리고 철종때와 고종 때 남편 상계군 이담 및 시아버지 은언군 이인 관련 자료들, 신마리아와 시어머니 송마리아 등에 대한 조선왕조실록, 승정원일기, 일성록 기사 및 관련 기록, 체포, 국문 등에 대한 기록들을 대량으로 세초, 먹줄, 파기해버려 대부분 인멸되었다.
후에 시동생 풍계군 이당(豐溪君 李瑭)의 서자 익평군 이희가 남편 상계군의 양자로 입양되었다. 익평군이 그의 양자로 입양된 시점과 날짜는 기록이 전하지 않는다.
신씨와 송씨의 존재는 잊혀졌고, 한때 시동생 풍계군의 양자로 입양됐다가 파양된 경평군 이세보가 그녀의 양자인 것처럼 오해되기도 했다. 철종 즉위 후 1854년(철종 5) 2월 1일 다른 곳으로 이장되었으나, 어디로 이장되었는지 어떻게 되었는지는 알려지지 않았고, 후일 그의 묘소는 실전되었다.

## 가족
양자 익평군은 남편 사후, 또한 신씨가 사형당한 이후에 양자로 입양되었다. 그러나 정확한 입양 시점은 기록이 사라져 알 수 없다.
- 남편 : 상계군 담(常溪君 湛, 1769년 - 1786년)
  - 시아버지 : 은언군 인(恩彦君 姻, 1754년 - 1801년)
  - 시어머니 : 군부인 송씨(郡夫人 宋氏, 1763년 - 1819년)
  - 시아버지(시양부) : 정조(正祖, 1752년 ~ 1800년)
  - 시어머니(시양모) : 원빈 홍씨(元嬪 洪氏, 1766년 ~ 1779년)
  - 시어머니(시법모) : 효의왕후 김씨(孝懿王后 金氏, 1753년 ~ 1821년)

- 친정아버지 : 신오(申王+奧) 또는 신환(申瑍)
- 친정어머니 : ?

- - 양자 : 익평군 이희(益平君 李曦, 1824년 - 1863년), 생부는 상계군의 서제 풍계군 이당(豊溪君 李瑭).
  - 양며느리 : 덕성군부인 덕수이씨(德城郡夫人 德水李氏, 1820년 1월 4일 ~ ?), 이우신(李愚信)의 딸

## 같이 보기
- 상계군
- 상산군부인 송씨
- 주문모
- 홍익만
- 정순왕후
- 익평군
- 절두산 순교 성지
- 신유사옥